# Zirben-Röhrling
Der Zirben-Röhrling (Suillus plorans), auch Alpiner Körnchen- oder Arven-Röhrling genannt, ist eine Pilzart aus der Familie der Schmierröhrlingsverwandten. Er wächst in Symbiose (Mykorrhiza) mit Zirbel-Kiefern, oft zusammen mit dem Beringten Zirben-Röhrling (S. sibiricus subsp. helveticus).

## Merkmale

### Makroskopische Merkmale

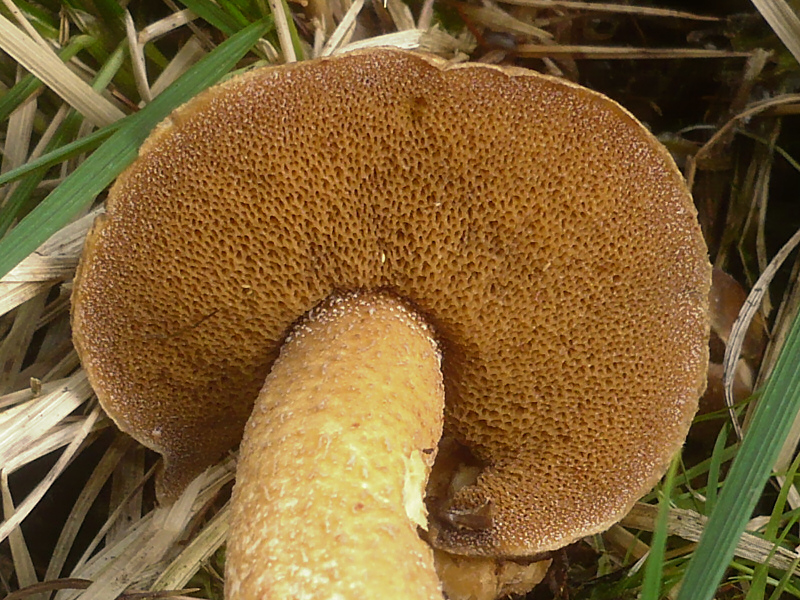
Blick auf die Hutunterseite

Der Hut des Zirben-Röhrlings hat einen Durchmesser von 3–10 cm. Er ist ocker- bis orangebraun oder dunkel rehbraun, manchmal gelb gefärbt. Darüber ist er braun überfastert oder faserig punktiert. Bei feuchtem Wetter wird die Oberfläche schmierig-schleimig. Junge Hüte besitzen eine halbkugelige Form, später sind sie gewölbt bis ausgebreitet. Der Hutrand steht kaum oder nur sehr wenig über.
Die am Stiel angewachsenen bis etwas herablaufenden Röhren sind meist bedeutend kürzer als die Hutdicke. Sie sind anfangs gelbbraun, bei älteren Pilzen oliv-ockerbraun. Die Röhrenmündungen (Poren) sind relativ klein (kaum 1 mm) und rundlich geformt, können jedoch auch radial verlängert sein. Häufig sind sie mit milchigen Guttationströpfchen besetzt, die später eintrocknen und dann eine bräunliche Farbe annehmen.
Das Sporenpulver ist braunoliv.
Der Stiel ist annähernd zylindrisch geformt, in der unteren Hälfte meist keulig verdickt und wird seltener auch dünner. Er besitzt eine gelbe Grundfarbe und ist mit Drüsenpunkten besetzt. Diese sind jung weißlich, später creme bis braun oder violettbraun bis fast schwärzlich. Junge Exemplare besitzen im oberen Stielbereich ebenfalls Guttationstropfen. Ein Ring fehlt. Das Basalmycel hat eine flaumig rosa Farbe.
Das Fleisch ist safrangelb; in der Stielspitze ist es mehr zitronengelb getönt, im unteren Stielende besitzt es eine rötlichbraune Färbung. Es hat eine weiche, im Stiel etwas festere Konsistenz. Das Fleisch schmeckt mild, aber etwas säuerlich und riecht schwach obst- bis mandelartig.
Das Fleisch reagiert mit Kaliumhydroxid helllila. Schwefelsäure auf den Poren rufen eine intensive Gelbfärbung hervor.

### Mikroskopische Merkmale
Die 7,9–11,7 × 3,3–4,7 Mikrometer großen Sporen sind elliptisch bis spindelig geformt, glatt und hellbräunlich. Die Basidien sind 4-sporig und messen 25–35 × 5,5 × 8,0 µm. Die keuligen, manchmal auch spindeligen Zystiden sind 45–80 µm lang und 6,5–14 µm breit. Meist besitzen sie eine leder-, oliv- oder rötlichbraune Färbung. Sie sind hyalin oder bräunlich inkrustiert. Sie kommen vor allem büschelig an den Poren vor; in den Röhren treten sie seltener und eher einzeln auf. Die Hutdeckschicht besteht aus 3–7(–10) µm breiten, septierten und pigmentierten Hyphen.

## Artabgrenzung
Der Zirben-Röhrling ist von anderen Schmierröhrlingen mit Drüsenpunkten am Stiel vor allem durch den gelb- bis orangebraunen Hut, die orange bis olivbräunlichen Poren und das Vorkommen bei Zirbel-Kiefern zu unterscheiden. Sehr ähnlich können dunkle Formen des Elfenbein-Röhrlings (S. placidus) sein – der Pilz vermag mit dieser 5-nadeligen Kiefern-Art ebenfalls eine Verbindung einzugehen. Er besitzt jedoch ein helleres Sporenpulver, einen glatten Hut und mehr rötliche Drüsenpunkte. Der Ringlose Butterpilz (S. collinitus) hat hellere Poren und kommt ausschließlich unter 2-nadeligen Kiefern vor.

## Ökologie und Phänologie

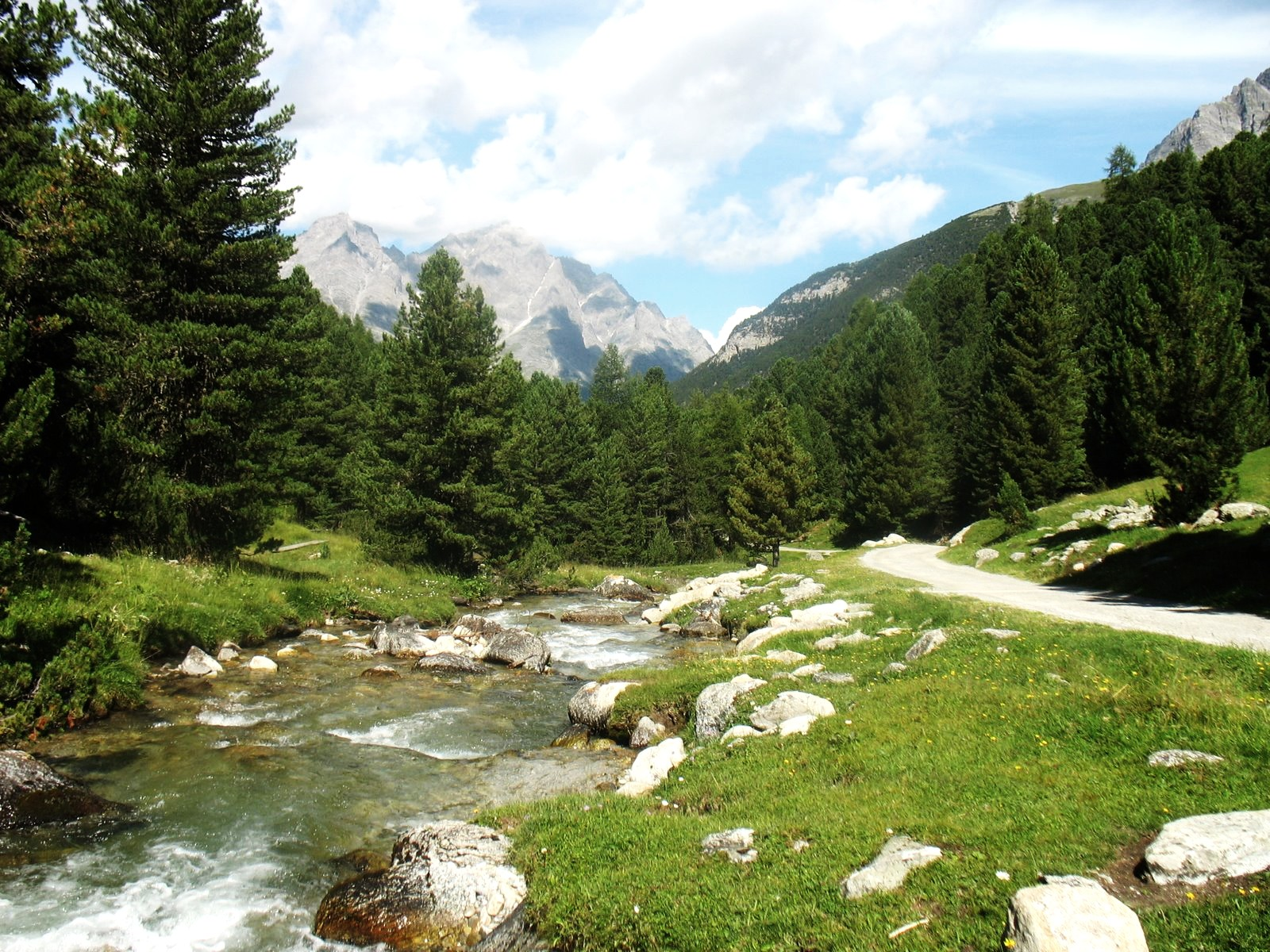
Der Zirben-Röhrling ist ein Begleiter der 5-nadeligen Zirbel-Kiefer und kommt in den Alpen bis über 2.000 Höhenmeter vor.

Der Zirben-Röhrling ist streng an die Zirbel-Kiefer gebunden und kommt sowohl in reinen als auch in Mischbeständen vor. Die Art ist im montanen bis subalpinen Gebiet verbreitet. Sie besiedelt nackte Humusböden auf kalkhaltigem, aber auch kalkfreiem Untergrund. Oft ist der Pilz mit Heidel- oder Preiselbeeren vergesellschaftet.
Die Fruchtkörper werden von Juli bis Oktober gebildet.

## Verbreitung
Der Zirbenröhrling kommt vor allem im Bereich der Zentralalpen vor. Außerhalb dieser Region ist er nur sehr selten in Deutschland und in der Slowakei (Hohe Tatra) anzutreffen. In den Alpen ist der Pilz bis in eine Höhe von etwa 2.500 m über Normalnull zu finden. Er wurde in Frankreich, Italien, Österreich und in der Schweiz nachgewiesen. Aus Deutschland stammen nur wenige Funde aus dem Bayerischen Wald, dem Nationalpark Berchtesgaden und dem Schwarzwald.
Außerhalb des natürlichen Verbreitungsgebietes wurde er in Ungarn bei künstlich gepflanzten Zirbel-Kiefern gefunden.

## Bedeutung
Der Zirben-Röhrling ist essbar.